# 茹湖谷
茹湖谷（法語：Vallée de Joux，法語發音：[vale də ʒu]）位于瑞士沃州北汝拉区，汝拉山西南部，海拔高度1000米左右。茹湖谷共有三个湖泊：茹湖、布勒内湖和泰尔湖。
茹湖谷是瑞士钟表业的发祥地，许多世界著名钟表企业的总部和制造厂都坐落在这里，如宝玑、爱彼、宝珀、积家等。

## 地理

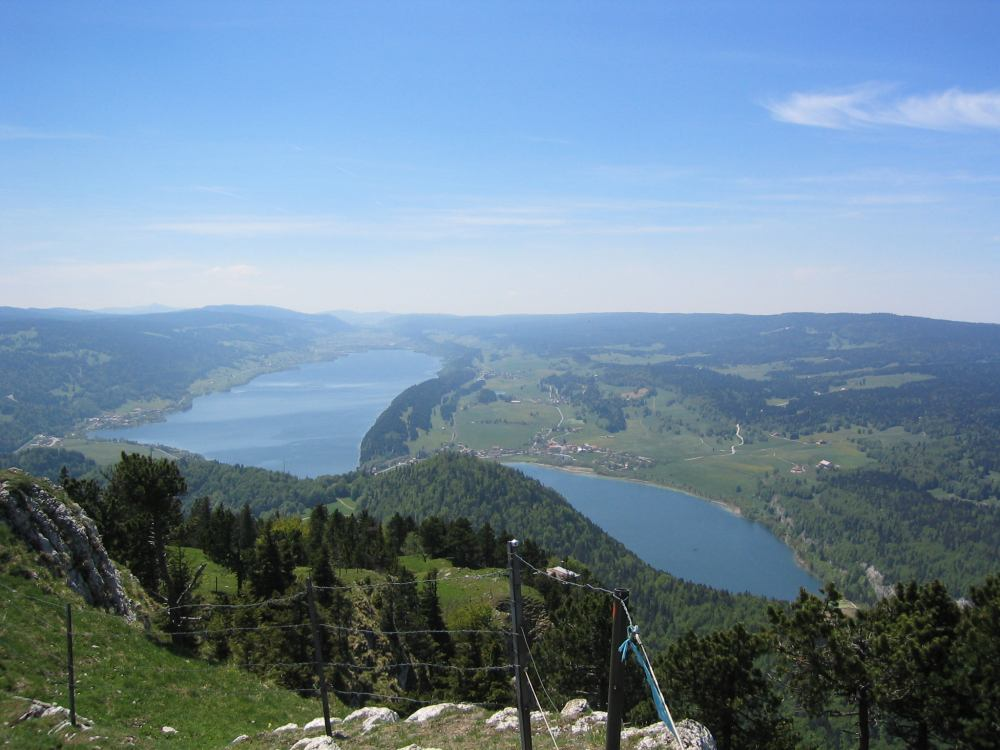
从沃利永山俯瞰茹湖和布勒内湖

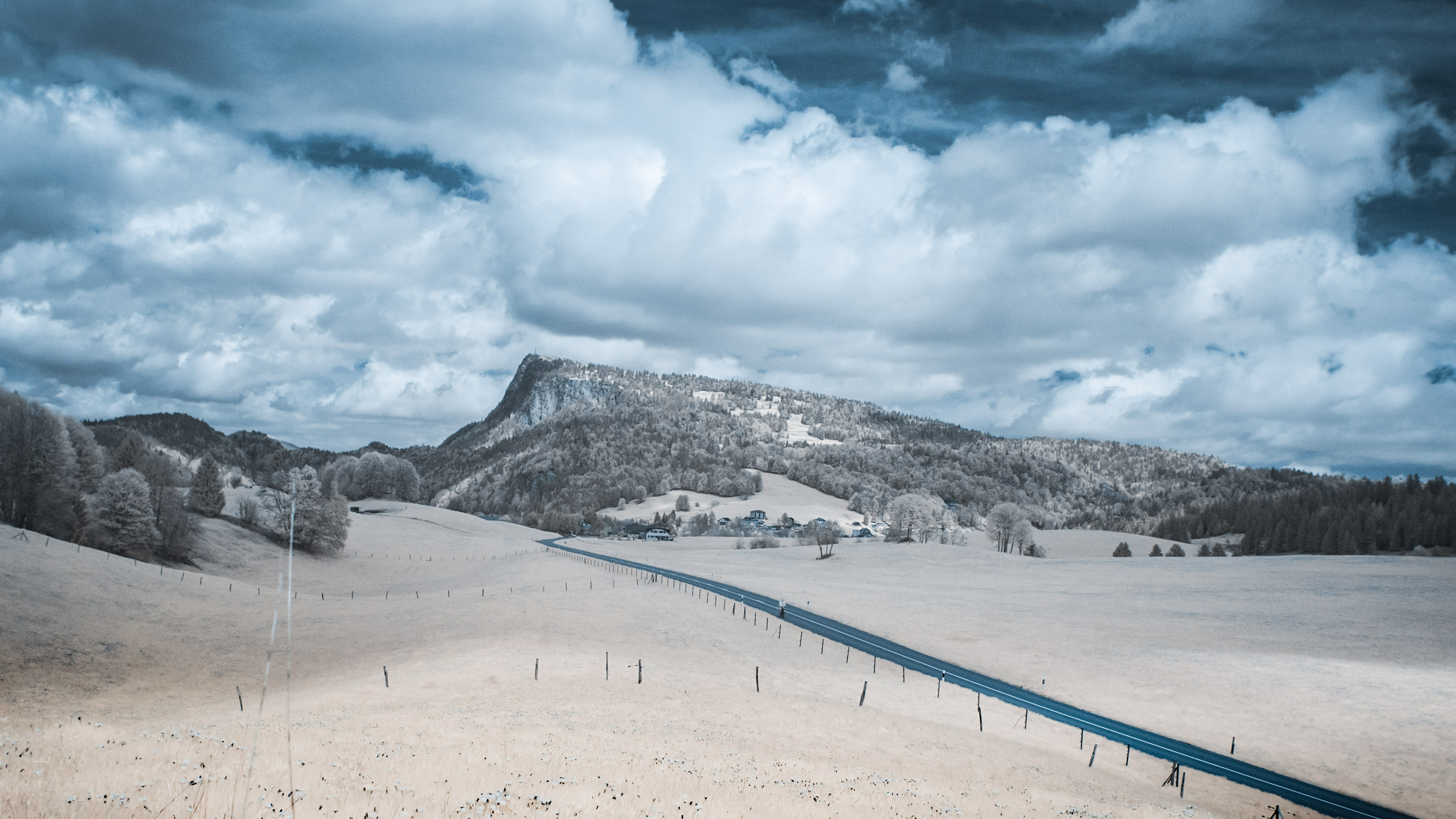
在茹湖谷中用红外摄影方式拍摄的沃利永山

茹湖谷为西南-东北走向，长度约20公里。谷地的平坦谷底宽度为1至1.5公里，整个谷地（包括两侧的山坡）宽约4至5公里。 在一些情况下，奧爾布河上游地区与鲁斯湖也被视为是茹湖谷的一部分。

## 气候
由于海拔较高，茹湖谷气候较为恶劣。在勒桑捷小镇，1月平均温度为-4.2°C，7月平均温度为13.7°C。据记载，该地在1888年1月31日曾测得-41°C的低温。山谷中年平均降水量约为1600毫米，而周围地区则普遍超过2000毫米。